# 山際康之
山際 康之（やまぎわ やすゆき、1960年 - ）は、日本の博士（工学）・工学者、ノンフィクション作家、サステナブルシステムデザイナー。東京造形大学 学長（2005年 - ）・教授。学校法人桑沢学園（東京造形大学・桑沢デザイン研究所） 理事長。

## 経歴
東京都生まれ。東京大学博士（工学）取得。ソニー株式会社入社後、世界初の携帯音楽プレヤー ウォークマン、ビデオなどの製品設計、ロボットのシステム開発を経て、組立性・分解性デザイン（評価設計法）の開発とコンサルタントビジネスを推進する。在籍中に書籍の執筆や雑誌の連載も手掛けた。以後、エコデザインの開発戦略、設計の研究と製品化に従事し、製品環境グローバルヘッドオフィス部門部長を担当する。
また並行して、東京大学 大学院非常勤講師、東京大学 人工物工学研究センター客員研究員、放送大学テレビ解説、経済産業省家電リサイクル委託事業家電製品協会研究員、ソニー・サイエンスプログラム講師、品川区環境情報活動センターエコタウンしながわ理事長、そらべあ基金理事や政府機関の委員などを兼任してきた。 
特定家庭用機器再商品化法（家電リサイクル法）の施行にあたっては、経済産業省家電リサイクル委託事業家電製品協会研究員として、家電製品のリサイクル性設計や基板のはんだ分離装置などの実証実験から実現に向けて従事した。そのほか政府機関の委員では、製造科学技術センターによる持続可能なものづくり技術分野の経済産業省技術戦略マップの策定にも参画した。 
また長年、ソニー・サイエンスプログラムやそらべあ基金とサステナブルをテーマに、アニメーション、AR（拡張現実）、分解などのワークショップを開催して教育に力を入れてきた。園児から小学生までを対象にした教育プログラムの受講者は約4千名を数える。
雑誌の連載コラムなどの文筆活動も行い、ノンフィクション分野での著書がある。著書『広告を着た野球選手』（河出書房新社）は、第26回ミズノスポーツライター賞を受賞している。また、戦争と野球をテーマにした『プロ野球オーナーたちの日米開戦』（文藝春秋）などを発表している。『兵隊になった沢村栄治』（筑摩書房）は、NHK『英雄たちの選択』での番組基礎となり、元ジャイアンツ投手桑田真澄とともに出演して沢村栄治の生涯について解説している。
専門の工学分野では、『組立性・分解性設計』（講談社）、『リサイクルを助ける製品設計入門』（講談社）、『サステナブルデザイン』（丸善）などの著書がある。NHK モノづくり系バラエティ番組『まなぶんかい！』では、『分解デザイン工学』（東京大学出版会）を基礎に監修を行い、お笑いコンビ モンスターエンジンの西森洋一やチョコレートプラネットの長田庄平とも各回で共演して最新製品の構造を紹介している。
これまでに、環境省、国土交通省eco japan cup、リサイクル技術開発本多賞、日本生産管理学会賞、環境経営学会学術貢献賞、日本設計工学会優秀発表賞、野球文化學會学会賞などを受賞している。

## 主な研究
研究領域
- エコデザイン、リサイクルデザイン開発戦略
- 組立性・分解性
- 分解デザイン学
- ソーシャル・マニュファクチャリング（生活者参加型ものづくり、リサイクル製品開発）
- 戦時下のプロ野球史

研究業績　論文・学会発表・特許・技術雑誌掲載など
- 東京造形大学 教員プロフィール・教育研究業績[2]
- 国立研究開発法人科学技術振興機構[3]

主な所属学会、国際会議など
- 精密工学会　ライフサイクルエンジニアリング委員会
- EcoDesign2001-2019国際会議　実行委員
- 財団法人製造科学技術センター　インバース・マニュファクチャリングフォーラム ものづくり技術戦略ロードマップローリング委員会など各委員会　～2009年3月
- 日本設計工学会　会員
- IEEE Engineering Management Society　～2007年3月
- エコデザイン推進機構　会員　～2009年3月
- 日本生産管理学会　監事2005年4月～2007年3月、全国大会実行委員～2007年3月
- 環境経営学会　会員
- プロジェクトマネジメント学会　会員　～2009年3月
- 電子情報技術産業協会　FPDパネルガラス再資源化技術調査委員会　有識者委員　～2009年12月
- 企業史料協議会　会員

## 主な著書
単著（ノンフィクション分野）
- 『広告を着た野球選手 -史上最弱ライオン軍の最強宣伝作戦』河出書房新社、2015年 ISBN 978-4309275741 / ASIN B06XBVTX26
- 『兵隊になった沢村栄治 -戦時下職業野球連盟の偽装工作』ちくま新書 筑摩書房、2016年 ISBN 978-4-480-06900-9 / ASIN B01H5GIIE6
- 『八百長リーグ -戦時下最大野球賭博事件』角川書店 KADOKAWA、2018年 ISBN 978-4041071854 / ASIN B07HGQJGKC
- 『プロ野球VS.オリンピック -幻の東京五輪とベーブ・ルース監督計画』筑摩選書 筑摩書房、2020年 ISBN 978-4480016973/ ASIN B08GKNLFHJ
- 『プロ野球オーナーたちの日米開戦』文藝春秋、2021年 ISBN 978-4163914640 / ASIN B09KTK4438

- 『プロ野球選手の戦争史』ちくま新書 筑摩書房、2024年 ISBN 978-4480076175 / ASIN B0D1446VH7

共著・分担執筆・翻訳（ノンフィクション分野）カッコ内は担当執筆部分
- 『松竹ロビンス -1936-1952 羽ばたいた駒鳥たち! 個性派球団興亡史』（職業野球にかけた企業家たち）啓文社書房、2017年 ISBN 978-4899920410
- 『消えた球団 松竹ロビンス1936-1952』（職業野球にかけた企業家たち）ビジネス社、2019年 ISBN 978-4828421179

単著（工学分野）
- 『ライフサイクルデザインのための組立性・分解性工学』工業調査会、1997年 ISBN 978-4769321354
- 『リサイクルを助ける製品設計入門』講談社、1999年 ISBN 978-4062572569
- 『環境調和型製品のものづくり戦略と設計』日刊工業新聞、2002年 ISBN 978-4526049033
- 『サステナブルデザイン』丸善、2004年 ISBN 978-4621074275
- 『サステナブルデザイン（翻訳版）』Universal Design Research Center、2006年 ISBN 89-79439059
- 『組立性・分解性設計』講談社、2011年 ISBN 978-4061557963
- 『分解デザイン工学』東京大学出版会、2013年 ISBN 978-4130628358

共著・分担執筆・翻訳（工学分野）カッコ内は担当執筆部分
- 『CIM/FA辞典』（ソニーにおける商品設計者のための組立性評価法：DAC）産業調査会事典出版センター、1990年 ISBN 978-4882825036
- 『改定版CIM/FA辞典』（ソニーにおける商品設計者のための組立性評価法：DAC）産業調査会事典出版センター、1992年 ISBN 978-4882825142
- 『インバース・マニュファクチャリングハンドブック』（インバース・マニュファクチャリングによる社会生活の変化,ライフサイクルのシナリオづくり,分解性評価の方法）丸善、2004年 ISBN 978-4621073889
- 『プリント回路技術便覧第3版』（分解性設計）日刊工業新聞社、2006年 ISBN 978-4526056680
- 『エコデザイン』（デザイナーのための組立性・分解性設計）東京大学出版会、2010年 ISBN 978-4130628303
- 『かたち・機能のデザイン事典』（リサイクル設計）丸善、2011年 ISBN 978-4621083345
- 『エンジニアリングデザイン（第3版）』（翻訳　全体用語確認）森北出版、2015年 ISBN 978-4627669734
- 『デザイン科学事典』（サステナブルデザインおよび編集協力）丸善出版、2019年 ISBN 978-4621303771

## 主な受賞
- ソニー株式会社 社長賞、1987年
- 日本能率協会 IE(Industrial Engineering)全国大会IEツール入選第1席、1998年
- ソニー株式会社 日本地球環境賞、1999年
- 環境経営学会 学術貢献賞、2004年
- 日本生産管理学会 学会賞、2005年
- リサイクル技術開発本多賞、2008年
- 環境省、国土交通省eco japan cup ポリシー部門 グリーン・ニューディール準優秀提言賞、2012年
- 環境省、国土交通省eco japan cup ポリシー部門 震災復興の取り組みでの『新しい公共』のあり方提言賞、2012年
- 日本設計工学会 武藤栄次賞Valuable Publishing賞、2012年
- 日本設計工学会 優秀発表賞、2012年
- 日本設計工学会 武藤栄次賞Valuable Publishing賞、2014年
- ミズノスポーツ振興財団 第26回ミズノ スポーツライター賞優秀賞、2016年
- 野球文化學會学 学会賞、2019年

## 主なメディア出演、取材・作品紹介、書評掲載
テレビ出演、新聞、雑誌取材など
- 放送大学『人工環境と設計』（循環型製品設計における組立性、分解性のゲスト解説）、2004年～2007年放送
- NHK『英雄たちの選択』、2018年8月9日放送[4]
- NHK『まなぶんかい！』、2022年2月4日・11日放送[5][6]
- 日本経済新聞 『東京造形大　ゆるキャラもデザイン』、2015年10月5日付
- 東京新聞『先駆けたライオン』、2015年4月1日付
- 読売新聞『「歯磨」ユニフォームで宣伝』、2015年6月8日付
- 毎日新聞『球団経営の先駆け』、2015年8月12日付
- 東京新聞『元ソニー技術者　異色の美大学長』、2017年6月8日付
- 毎日新聞『スポーツの昭和史を追う』、2018年12月20日付
- 東京新聞『プロ野球賭博に迫る』、2019年1月16日付
- 東京新聞『戦争と球界の実像』、2021年12月15日付
- 日本経済新聞 『プラモデル、デジタル空間に出撃 「半完成品」が育む未来』、2025年3月23日付
- 歴史街道『この著者に注目！』PHP研究所、2016年8月6日 9月号
- 単行本　令和の主役はあなたです！『手本となる生き方を実践している人たち』PHP研究所、2020年2月26日 出版

著書作品紹介、書評掲載など
- 朝日新聞 書評『広告を着た野球選手』、2015年5月31日付
- 日刊ゲンダイ 書評『戦争に翻弄された野球人群像　兵隊になった沢村栄治』、2016年7月6日付
- 日本経済新聞 書評『兵隊になった沢村栄治』、2016年7月7日付
- 毎日新聞 書評『兵隊になった沢村栄治』、2017年10月1日付
- 夕刊フジ 書評『八百長リーグ』、2018年9月29日付
- 日本経済新聞  書評『八百長リーグ』、2018年9月27日付
- 毎日新聞 書評『プロ野球オーナーたちの日米開戦』、2021年12月25日付
- サンデー毎日 書評『兵隊になった沢村栄治』毎日新聞出版、2016年7月17日号
- 週刊ポスト 書評『野球界が戦時体制を生き抜くあの手この手　兵隊になった沢村栄治』小学館、2016年9月16日号
- 中央公論 目利き22人が選ぶ2016年オススメ新書『兵隊になった沢村栄治』中央公論新社、2017年2月10日 3月号
- 週刊朝日 書評『八百長リーグ　戦時下最大の野球賭博事件』朝日新聞出版、2019年2月8日号
- 週刊朝日 書評『プロ野球オーナーたちの日米開戦』朝日新聞出版、2021年12月14日号
- FMヨコハマ Books AtoZ『広告を着た野球選手』、2015年4月20日放送